# Nikolaj Jagniatovič
Nikolaj Jagniatovič (latinsko Nicolaus Jagniatovius), poljski jezuit in pedagog, * 13. avgust 1573, Strshischowize, † 21. oktober 1635, Dunaj.
Bil je rektor Jezuitskega kolegija v Ljubljani (6. maj 1610 - 1619) in v Kremsu (1623-1630). 